# L'Enfant de l'amour (film, 1930)
Pour les articles homonymes, voir L'Enfant de l'amour.
Ne doit pas être confondu avec Enfant de l'esprit.
Pour plus de détails, voir Fiche technique et Distribution.
L'Enfant de l'amour est un film français réalisé par Marcel L'Herbier, sorti en 1930.

## Synopsis
Le fils d'une vedette de music-hall cherche à se venger de son père, qui les a abandonnés.

## Fiche technique
- Titre original : L'Enfant de l'amour
- Réalisation : Marcel L'Herbier
- Scénario : Marcel L'Herbier d'après la pièce d'Henry Bataille
- Décors : Lucien Aguettand, Robert Gys
- Costumes : Jacques Manuel
- Photographie : Victor Arménise
- Son : Henri Labrely
- Musique : Raoul Moretti, Joseph Szulc
- Production : Jean de Merly
- Société de production : Pathé-Natan
- Société de distribution : Pathé-Natan
- Pays de production :  France
- Langue originale : français
- Format : Noir et blanc — 35 mm — 1,33:1 - Son mono (RCA Recording)
- Genre : Drame
- Durée : 98 minutes
- Date de sortie:
  - France : 3 février 1930

## Distribution
- Emmy Lynn : Liane Orland
- Jaque Catelain : Maurice Orland
- Marcelle Pradot : Nellie Rantz
- Jean Angelo : Paul Rantz
- Marie Glory : Aline
- Michel Simon : Lorédan
- Odette Talazac : une invitée
- Mariette Sully : madame Clerc
- Jean Mercanton : Maurice Orland enfant
- Pierre Juvenet : Raymond
- Marcel Barencey : le directeur du journal
- Alexandre Mihalesco : le secrétaire de Rantz
- Georges Tréville : le baron

## Autour du film
- C'est le premier film parlant de Marcel L'Herbier.
- La pièce d'Henry Bataille verra une nouvelle adaptation en 1944 sous la direction de Jean Stelli.